# Course en ligne féminine aux championnats du monde de cyclisme sur route 1972
Navigation
1971 1973
La course en ligne féminine aux championnats du monde de cyclisme sur route 1972 a lieu le 5 août 1972 à Gap en France. Cette édition est remportée par la française Geneviève Gambillon.

## Classement
|                                    | Coureuse               | Pays             |    | Temps           |
| ---------------------------------- | ---------------------- | ---------------- | -- | --------------- |
| Médaille d'or, Coupe du Monde      | Geneviève Gambillon    | France           | en | 1 h 38 min 41 s |
| Médaille d'argent, Coupe du Monde  | Lubov Zadoroznaya      | Union soviétique | +  | 1 s             |
| Médaille de bronze, Coupe du Monde | Anna Konkina           | Union soviétique |    | 1 s             |
| 4                                  | Audrey McElmury        | États-Unis       |    | 1 s             |
| 5                                  | Beryl Burton           | Royaume-Uni      |    | 1 s             |
| 6                                  | Annick Chapron         | France           |    | 7 s             |
| 7                                  | Carol Barton           | Royaume-Uni      |    | 2 min 24 s      |
| 8                                  | Nina Yuyakovan         | Union soviétique |    | 3 min 1 s       |
| 9                                  | Nicole Vandenbroeck    | Belgique         |    | 4 min 27 s      |
| 10                                 | Nina Trofimova         | Union soviétique |    | 4 min 27 s      |
| 11                                 | Minie Brinkhoff        | Pays-Bas         |    | 4 min 27 s      |
| 12                                 | Maria Cressari         | Italie           |    | 4 min 27 s      |
| 13                                 | Tatiana Voronova       | Union soviétique |    | 4 min 27 s      |
| 14                                 | Bajba Tsaune           | Union soviétique |    | 4 min 27 s      |
| 15                                 | Jana Polanska          | Tchéquie         |    | 4 min 27 s      |
| 16                                 | Willy Kwantes          | Pays-Bas         |    | 4 min 27 s      |
| 17                                 | Asta Forsell           | Finlande         |    | 4 min 27 s      |
| 18                                 | Keetie Van Oosten-Hage | Pays-Bas         |    | 4 min 27 s      |
| 19                                 | Lejane Cahard          | France           |    | 4 min 27 s      |
| 20                                 | Elsy Jacobs            | Luxembourg       |    | 4 min 27 s      |
| 21                                 | Ritva Mykkänen         | Finlande         |    | 4 min 27 s      |
| 22                                 | Elisabet Hoeglund      | Suède            |    | 4 min 27 s      |
| 23                                 | Denise Burton          | Royaume-Uni      |    | 5 min 39 s      |
| 24                                 | Josiane Bost           | France           |    | 6 min 33 s      |
| 25                                 | Sylvianne Junal        | France           |    | 6 min 51 s      |
| 26                                 | Truus van der Plaat    | Pays-Bas         |    | 7 min 38 s      |
| 27                                 | Ann Pettersson         | Suède            |    | 7 min 41 s      |
| 28                                 | Irma Jussila           | Finlande         |    | 7 min 41 s      |
| 29                                 | Élisabeth Camus        | France           |    | 7 min 43 s      |